# Piper ecuadorense
Piper ecuadorense är en pepparväxtart som beskrevs av Luis Aloysius, Luigi Sodiro. Piper ecuadorense ingår i släktet Piper och familjen pepparväxter. Inga underarter finns listade i Catalogue of Life.